# Komposesorat Orawski
Komposesorat Orawski (słow. Oravský komposesorát, węg. Compossessorat Arva) – współwłasność ziemska na Orawie, istniejąca w latach 1626–1946. Największa i najbardziej znacząca taka posiadłość na obszarze współczesnej Słowacji.

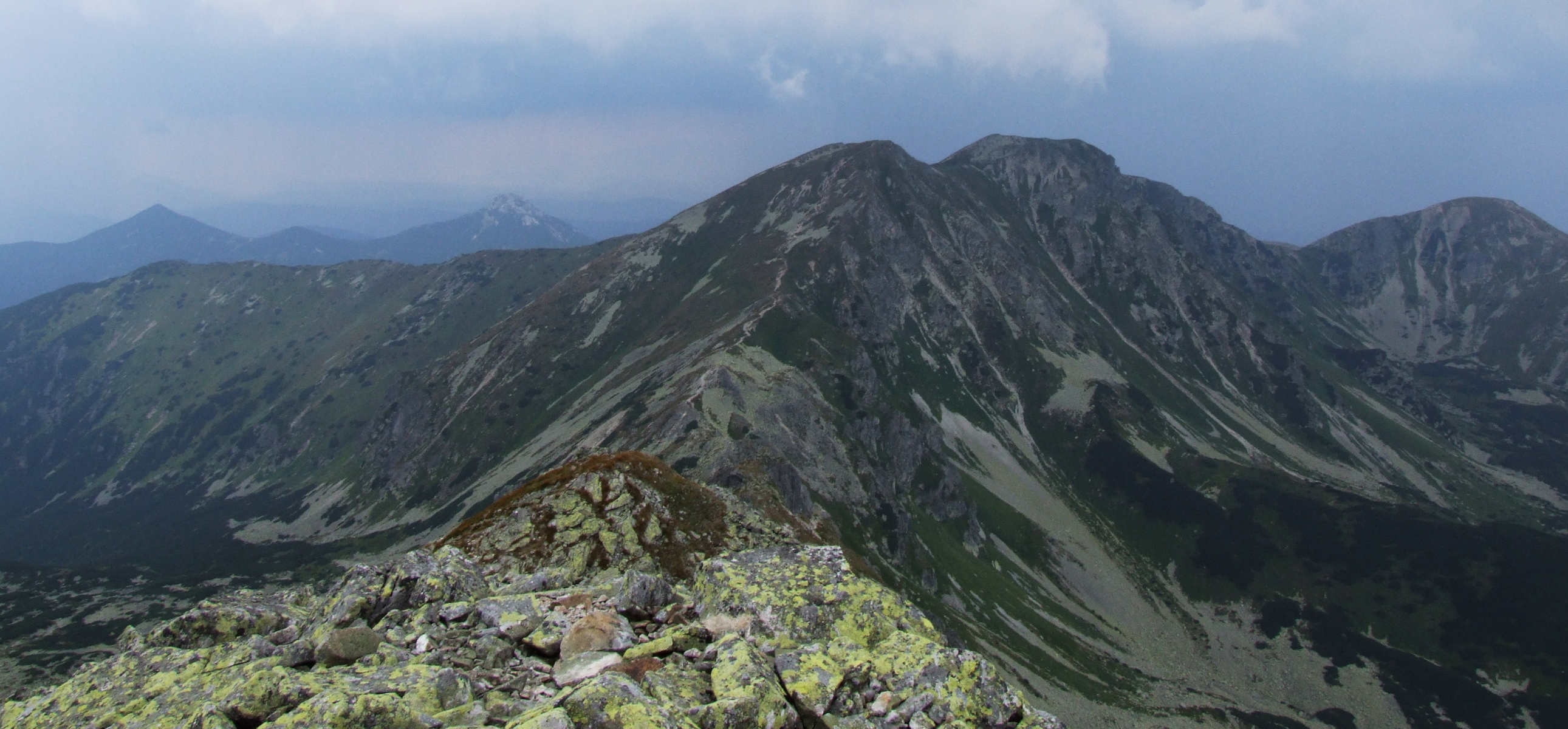
Tatry Zachodnie na terenie Komposesoratu Orawskiego (Tatry Orawskie)

## Historia
W roku 1626, po śmierci Jerzego VII Thurzona, jego żony Elżbiety oraz syna Imricha, ziemie, którymi władał (niemal cały obszar Orawy wraz ze znaczną częścią Tatr Zachodnich), spadły dziedzictwem na siedem jego córek: Zuzannę, Judytę, Barbarę, Helenę Illésházy, Marię Vizkelethy, Katarzynę Thőkőly oraz Annę Szunyogh. Aby zachować korzystną gospodarczo jedność majątku, szlachcianki postanowiły utworzyć komposesorat (pochodzące z łaciny określenie współwłasności), zebrawszy się wraz z mężami 5 lipca na zamku w Lietavie. Charakterystyczne dla tej formy zarządzania było wyznaczanie dyrektora – najbardziej zaufanego spośród właścicieli lub osoby postronnej – sprawującego kontrolę nad majątkiem i wypłacającego wszystkim uprawnionym doroczną intratę.

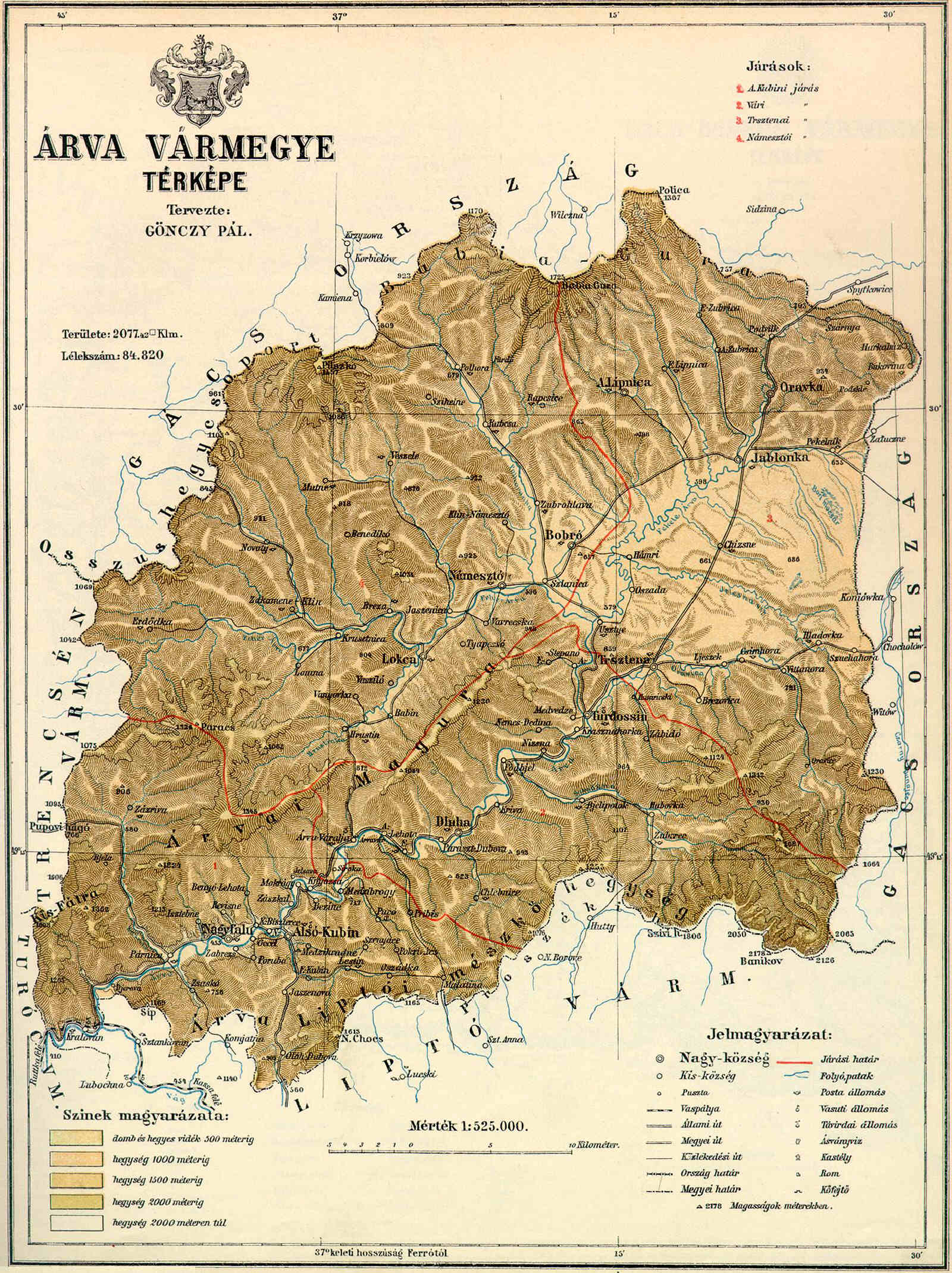
Mapa komitatu orawskiego

Zasięg terytorialny komposesoratu w znacznej mierze pokrywał się z zasięgiem komitatu orawskiego, którego Jerzy Thurzo był dziedzicznym żupanem, i pierwotnie obejmował powierzchnię ponad 2000 km². Pierwszym zarządcą został Gašpar Illésházy, mąż Heleny (pozostawał na stanowisku w latach 1626–1648). Po nim obejmowali tę godność między innymi István Thőkőly (1653–1670, zmarł w oblężonym Zamku Orawskim), ojciec Imrego, György Erdődy (1676–1713; jako ostatni łączył funkcje dyrektora komposesoratu i żupana orawskiego), György Lipót Erdődy (1714–1758), Miklós József Esterházy (1782–1790), Franciszek (Ferenc) Zichy (1792–1812) oraz jego syn, również Ferenc Zichy (1812–1861), później jego potomek Edmund (w roku 1868 założył w Zamku Orawskim jedno z pierwszych słowackich muzeów), Paul Esterházy (1894–1896), Jozef Pálffy (1896–1919).
W celu wykorzystania odludnych obszarów zarządcy lokowali na surowym korzeniu kolejne wsie, jak Nowoć (rok 1691) i Orawską Leśną (rok 1731). Po córkach Thurzona udziały w Komposesoracie Orawskim przejmowali ich spadkobiercy, ale w XVIII wieku ośrodek znacząco podupadł gospodarczo wskutek zniszczeń wojennych. W roku 1835 w obręb komposesoratu wchodziło blisko 400 km² gruntów ornych, blisko 300 km² lasów, ponad 100 km² łąk, pastwisk i hal wysokogórskich, 51 gorzelni, 49 karczem, 18 parafii rzymskokatolickich, 11 magazynów, 9 tartaków, 5 szkół, 4 młyny i 2 synagogi. W roku 1848 majątek został istotnie zmniejszony z powodu zniesienia poddaństwa, wciąż jednak miał obszar blisko 330 km², w tym ponad 280 km² lasów; siedziba zarządu znajdowała się w Orawskim Podzamczu. Podstawą ekonomiczną posiadłości była odtąd eksploatacja lasów, nie inwestowano w przemysł ani transport (w ostatniej dekadzie XIX wieku sfinansowano natomiast budowę kościoła w Zakamiennem); dopiero podczas I wojny światowej na jej terenie wybudowano Orawską Kolej Leśną. Nadleśniczym komposesoratu w latach 1864–1883 był William Rowland, do leśniczych należeli Jozef Guber i Antoni Kocyan. W roku 1919 państwo czechosłowackie nabyło pakiet kontrolny zapewniający zarząd dóbr, a w roku 1946 zostały one całkowicie znacjonalizowane i przestały istnieć w omawianej formie.